# Банинг, Альберт
Альберт Банинг (фр. Albert Baning; полное имя — Альберт Легран Банинг, фр. Albert Legrand Baning родился 19 марта 1985, Дуала, Камерун) — камерунский футболист, полузащитник. Участник Олимпийских игр 2008 года в Пекине в составе олимпийской сборной Камеруна.

## Биография

### Клубная карьера
Альберт играл в швейцарском клубе «Аарау», прежде чем, в июле 2006 года, он присоединился к французскому клубу «Пари-Сен-Жермен».
Его трансфер, в значительной степени, был решением нового президента «парижан» Алена Кайзака. Главный тренер «ПСЖ» Ги Лякомб, однако, признался, что никогда не видел его игру прежде.
В 2016 году присоединился к французскому клубу «Расинг» (Париж).